# راینر اپلمان

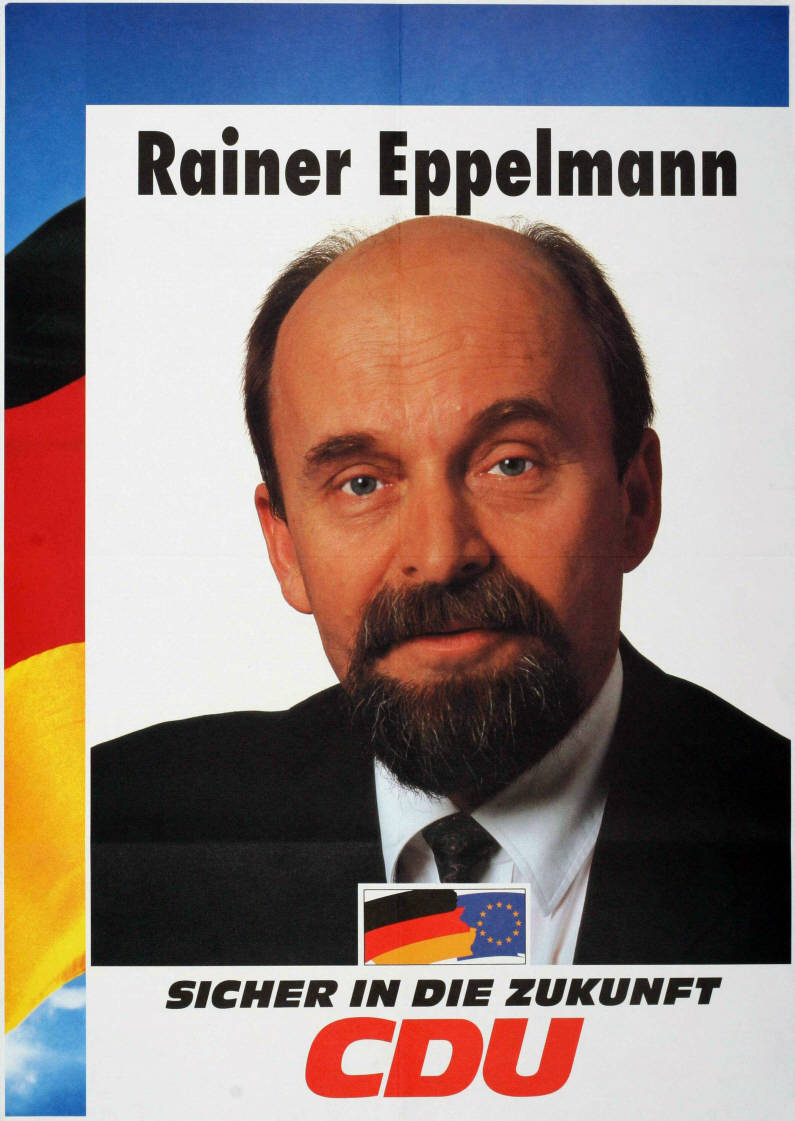
راینر اپلمان

راینر اپلمان (به آلمانی: Rainer Eppelmann) (زادهٔ ۱۲ فوریه ۱۹۴۳ در برلین) سیاستمدار اهل آلمان است. او وزیر دفاع و خلع سلاح در واپسین کابینهٔ جمهوری دمکراتیک آلمان بود. وی اکنون عضو اتحادیه دموکرات مسیحی آلمان است.
اپلمان دانش‌آموختهٔ الهیات در مدرسهٔ الهیات برلین است. او ازدواج کرده و پنج فرزند دارد.